# Personologia
La personologia  és una pseudociència, relacionada amb les ciències de la fisiognomia i la frenologia, que postula la suposada existència de correlacions entre l'aparença física d'una persona i la seva conducta, la seva personalitat o el seu caràcter moral.

## Història
Segons Naomi Tickle, fundador del Centre Internacional de Personologia, aquesta disciplina va ser desenvolupada la dècada de 1930 per Edward Vincent Jones, jutge de la Cort Suprema de Los Angeles, Califòrnia, (Estats. Units .). Jones hauria començat a prendre notes sobres els patrons de conducta de les persones que eren conduïdes a la seva cort, arribant a convèncer-se que era capaç de predir la conducta de qualsevol persona amb la sola observació dels seus trets. Fascinat pel seu «descobriment», Jones va abandonar el seu treball a la cort de justícia i va començar la seva «investigació de camp», utilitzant literatura prèvia publicada per notables autors com Johann Kaspar Lavater.
Jones assegurava haver compilat una llista de 200 trets facials diferents, que després va reduir a 68. No obstant això, no hi ha evidència que hagi realitzat cap experiment científic controlat per eliminar influències o errors.
Després d'una demostració en la qual Jones «va llegir» la seva dona, l'editor Robert L. Whiteside es va transformar en un fervent defensor de la personologia i va ser qui, segons Tickle, la va «transformar en ciència» aconseguint «provar» la validesa de la seva hipòtesi mitjançant un experiment que va incloure «1.068 subjectes i va tenir un encert de més del 90%». Avui en dia, no hi ha referències sobre aquest estudi en cap bibliografia científica coneguda.

## Exemples de possibles correlacionspersonològiques
- Cabell espès: poc sensible.
- Cabell fi: extremadament sensible.
- Pell tibant en el marc de la cara: amant de les coses ordenades i netes.
- Mandíbula ampla: li agrada estar tenir un càrrec, persona autoritària.
- Àmplies finestres nasals: li agrada ser independent, gran confiança en si mateix.

Sens dubte, es pot afirmar que no hi ha cap indici en la ciència mèdica o biologia, o en les seves subdivisions (com la neurociència), que doni suport cap de les aventurades teories de la personología.